# Jaime Gómez (1929–2008)
Jaime David „Tubo” Gómez Munguía (ur. 29 grudnia 1929 w Manzanillo, zm. 4 maja 2008 w Guadalajarze) – meksykański piłkarz występujący na pozycji bramkarza.

## Kariera klubowa
Gómez karierę rozpoczynał w 1949 roku w zespole Chivas. Występował tam przez 15 lat. Przez ten czas sześć razy zdobył z zespołem mistrzostwo Meksyku (1957, 1959, 1960, 1961, 1962, 1964), a także raz Puchar Meksyku (1963). Potem grał w drużynach CF Monterrey, CD Oro oraz CF Laguna, gdzie w 1970 roku zakończył karierę.

## Kariera reprezentacyjna
W reprezentacji Meksyku Gómez grał do 1962 roku. W 1958 roku został powołany do kadry na mistrzostwa świata. Nie zagrał jednak na nich w żadnym meczu, a Meksyk odpadł z turnieju po fazie grupowej.
W 1962 roku ponownie znalazł się w drużynie na mistrzostwa świata. Na nich również nie wystąpił w żadnym spotkaniu, a Meksyk ponownie zakończył turniej na fazie grupowej.